# Алимов, Акрам Пулатович
Акрам Пулатович Алимов (19 ноября 1924, Ташкент, Киргизская АССР — не ранее 1994, Ташкент) — советский хозяйственный, государственный и политический деятель.

## Биография
Родился в 1924 году в Ташкенте. Член КПСС.
Участник Великой Отечественной войны, артиллерийский разведчик 3-го дивизиона 664-го артиллерийского полка 129-й Орловской стрелковой дивизии. С 1946 года — на хозяйственной, общественной и политической работе. В 1947—1994 гг. — работник райкома комсомола, в аппарате ЦК КП Узбекистана, зональный секретарь по МТС в Ахангаранском районе, секретарь Алмалыкского горкома КП Узбекистана, ответорганизатор при орготделе Хорезмского обкома КП Узбекистана, первый секретарь Калининского райкома КП Узбекистана, секретарь Ташкентского сельского обкома КП Узбекистана, первый секретарь Янги-Юльского райкома КП Узбекистана, председатель Ташкентского областного комитета ветеранов войны и труда.
Избирался депутатом Верховного Совета Узбекской ССР 7-го, 8-го и 9-го созывов.
Умер в Ташкенте после 1994 года.